# Mitsubishi Ki-83
Das schwere Langstreckenjagdflugzeug Mitsubishi Ki-83 war eine Antwort auf eine entsprechende Spezifikation der japanischen Heeresluftstreitkräfte aus dem Jahr 1943. Der Prototyp wurde von Tomio Kubo, dem Konstrukteur der erfolgreichen Mitsubishi Ki-46 (Codename der Alliierten: „Dinah“), und seinem Team entworfen.
Der erste von vier Prototypen flog am 18. November 1944. Die Maschine zeigte bemerkenswerte Manövrierfähigkeit für ein Flugzeug ihrer Größe; sie war z. B. in der Lage, einen Looping von 671 m Durchmesser in nur 31 Sekunden bei einer Geschwindigkeit von 644 km/h zu fliegen. Die leistungsfähige Bewaffnung bestand aus zwei 30-mm- und zwei 20-mm-Kanonen in der Flugzeugnase. Auch die japanische Marine zeigte Interesse, doch die Zerstörungen der Industrie durch amerikanische Luftangriffe und die Kapitulation Japans im August 1945 verhinderten eine Indienststellung des Musters.
Die Ki-83 erhielt keinen alliierten Codenamen. Nach dem Krieg testeten amerikanische Luftfahrtingenieure die vier Prototypen. Bei den Testflügen mit dem amerikanischen Hoch-Oktan-Benzin (Standardtreibstoff für US-Flugzeuge) erreichte die Ki-83 vollausgerüstet 762 km/h in 7000 m Höhe.
Wie die Ki-46 war die Ki-83 ein Mitteldecker in Ganzmetallbauweise mit konventionellem Heckradfahrwerk. Die geplante (aber nicht verwirklichte) Aufklärerversion Ki-95 sollte die Ki-46 ablösen; eine verbesserte Version der Ki-83 mit der Bezeichnung Ki-103 schaffte es ebenfalls nicht vom Reißbrett.

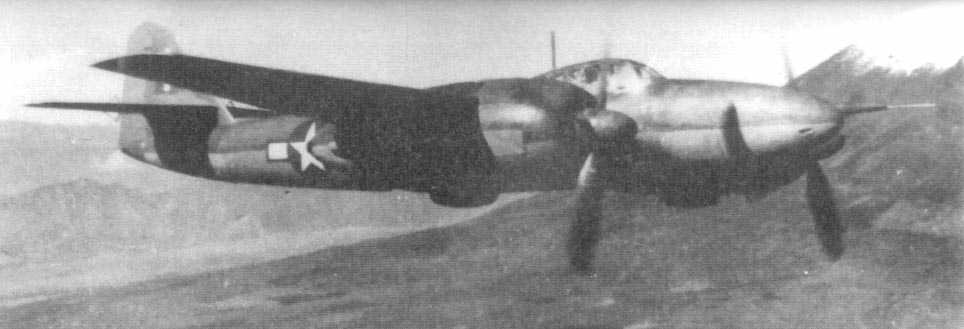
Eine Ki-83 während der USAAF-Testflüge nach dem Krieg

## Technische Daten
| Kenngröße              | Daten |
| ---------------------- | --- |
| Besatzung              | 2 |
| Länge                  | 12,50 m |
| Spannweite             | 15,50 m |
| Höhe                   | 4,60 m |
| Flügelfläche           | 33,52 m² |
| Flügelstreckung        | 7,2 |
| Leermasse              | 5980 kg |
| Rüstmasse              | 8795 kg |
| max. Startmasse        | 9430 kg |
| Tragflächenbelastung   | 263 kg/m² |
| Marschgeschwindigkeit  | 450 km/h |
| Höchstgeschwindigkeit  | 705 km/h in 9000 m (762 km/h mit Hochoktantreibstoff)                                                                        |
| Steigzeit auf 10.000 m | 10 min |
| Dienstgipfelhöhe       | 12.600 m |
| Reichweite             | 3500 km |
| Triebwerke             | zwei luftgekühlte 18-Zylinder-Sternmotoren Mitsubishi Ha-112 RU mit Turboaufladung; je 2.200 PS (ca. 1.620 kW) Startleistung |
| Bewaffnung             | zwei 30-mm-Kanonen (Ho-105), zwei 20-mm-Kanonen (Ho-5); zwei 50-kg-Bomben möglich                                            |